# Colana
Colana es una localidad argentina de la provincia de Catamarca, dentro del Departamento Pomán. Abarca los poblados de Rosario de Colana y Retiro de Colana.

## Población
Cuenta con 478 habitantes (Indec, 2010), lo que representa un descenso del 2,5% frente a los 490 habitantes (Indec, 2001) del censo anterior.
| Gráfica de evolución demográfica de Colana entre 1991 y 2010 |
|                                                              |
| Fuente: Censos nacionales del INDEC                          |

## Terremoto de Catamarca 1898
Ocurrió el 4 de febrero de 1898 (127 años), a las 12:57 de 6,4 en la escala de Richter; a 28°26′ de Latitud Sur y 66°9′ de Longitud Oeste (28°26′59″S 66°9′0″O / -28.44972, -66.15000)
Destruyó la localidad de Saujil, y afectó severamente los pueblos de Pomán, Mutquín, y entorno. Hubo heridos y contusos. Ante la desesperación, los habitantes del Departamento acudieron a la misericordia del Señor del Milagro, patrono de esa localidad, que aligeró los corazones y desde entonces en agradecimiento, la gente del departamento se reúne en Saujil cada 4 de febrero para conmemorar el milagro.

### Sismicidad
La sismicidad de la región de Catamarca es frecuente y de intensidad baja, y un silencio sísmico de terremotos medios a graves cada 30 años en áreas aleatorias. Sus últimas expresiones se produjeron:
- 21 de marzo de 1892 (133 años), a las 1.45 UTC-3 con 6,0 Richter; como en toda localidad sísmica, aún con un silencio sísmico corto, se olvida la historia de otros movimientos sísmicos regionales (terremoto de Recreo de 1892)
- 21 de octubre de 1966 (58 años), a las 12.39 UTC-3 con 5,0 Richter
- 3 de noviembre de 1973 (51 años), a las 14.17 UTC-3 con 5,8 Richter: además de la gravedad física del fenómeno se unió el olvido de la población a estos eventos recurrentes
- 7 de septiembre de 2004 (20 años), a las 8.53 UTC-3, con una magnitud aproximadamente de 6,5 en la escala de Richter (terremoto de Catamarca de 2004)[1]